# MVP Arena
El MVP Arena, conocido anteriormente como Times Union Center y Knickerbocker Arena, es un pabellón multiusos situado en Albany, Nueva York. Fue inaugurado en 1990. Tiene en la actualidad una capacidad para 15 229 espectadores para el baloncesto y 14 236 para el hockey sobre hielo. Es en la actualidad la cancha donde disputa sus partidos como local los Albany Devils de la American Hockey League y los equipos de baloncesto del Siena College.

## Historia
Fue inaugurado el 30 de enero de 1990 con la denominación de Knickerbocker Arena con un concierto de Frank Sinatra. Sus derechos de denominación fueron cedidos a la multinacional Pepsi en 1997, pasando a denominarse Pepsi Arena, nombre que mantuvo hasta el año 2006, cuando esos derechos fueron traspasados al periódico regional Times Union.
Desde 1993 alberga equipos de la American Hockey League, primero con los Albany River Rats, y tras la recolocación del equipo en Charlotte en 2010, con el equipo que lo siustituyó, los Albany Devils.

## Eventos
Ha sido la sede del torneo de la ECAC Hockey entre 2003 y 2010. También ha albergado en dos ocasiones la Frozen Four, la final four del  hockey sobre hielo de la División I de la NCAA, en 1992 y 2001. La cantante Britney Spears ha dado un concierto en este lugar para su gira Crazy 2K Tour del año 2000.
A lo largo de su historia ha albergado innumerables conciertos de los grupos más importantes de la música actual. El artista que más veces ha actuado en el recinto han sido la Trans-Siberian Orchestra, hasta en 22 ocasiones, seguido de Grateful Dead con trece, y Billy Joel con seis.